# Lilia (Name)
Lilia ist ein weiblicher Vorname und Familienname.

## Herkunft und Bedeutung
Lilia ist abgeleitet von der Pflanzengattung der Lilien (lat. Lilium). Diese Bedeutung ist nicht zu verwechseln mit denen der Vornamen Lilli und deren Varianten (Lilly, Lili, Lily) welche Koseformen bzw. Lallformen aus der Kindersprache für bestimmte Vornamen sind, insbesondere Elisabeth.

## Varianten
- Lilija
- Lilya
- Lilijana

## Bekannte Namensträger

### Familienname
- Josef Hilarius Nowalski de Lilia (1857–1928), österreichischer Archäologe
- Karl Lilia Ritter von Westegg († 1881), k. k. Feldmarschallleutnant und wirklich geheimer Rat

### Vorname
- Lilia Abdeljaoued (* 1979), tunesische Fußballschiedsrichterin
- Lilia R. Bautista (* 1935), philippinische Juristin und Mitglied des WTO Appellate Body
- Lilia Boumrar (* 1988), algerische Fußballspielerin
- Lilia Dale (* 1919), italienische Schauspielerin
- Lilia Ignatowa (* 1965), bulgarische Turnerin
- Lilia Lehner (* 1978), deutsche Schauspielerin
- Lilia Ludan (* 1969), ukrainische Rennrodlerin
- Lília Momplé (* 1935), mosambikanische Schriftstellerin
- Lilia Osterloh (* 1978), US-amerikanische Tennisspielerin
- Ana Lilia Pérez (* 1976), mexikanische Journalistin und Autorin
- Lilia Prado (1928–2006), mexikanische Schauspielerin
- Lilia Moritz Schwarcz (* 1957), brasilianische Humanwissenschaftlerin
- Lilia Skala (1896–1994), US-amerikanische Film- und Theaterschauspielerin österreichischer Herkunft
- Lilia Usik (* 1989), deutsche Politikerin (CDU)